# Norbertshöhe
Die Norbertshöhe (auch Norberthöhe) ist ein Gebirgspass im österreichisch-schweizerischen Grenzgebiet zwischen der Tiroler Gemeinde Nauders und dem Schweizer Ort Martinsbruck im Unterengadin. Er liegt auf 1407 m ü. A. Während von Nauders nur rund 65 Höhenmeter bis zur Passhöhe zu überwinden sind, fällt das Gelände im Westen steil über 300 Höhenmeter ins Inntal ab.
Der Pass ist Teil der alten Verbindungsstraße zwischen Nauders und dem restlichen Tirol. Vor der Errichtung der B180, der Reschenstraße, in den 1840er-Jahren war Nauders nur über das Unterengadin mit dem Tiroler Oberinntal verbunden.
Über die Norbertshöhe führt die Martinsbrucker Straße B185, diese ist ganzjährig befahrbar und kann als Ersatzverbindung zum restlichen Tirol verwendet werden, wenn die Reschenstraße bei starkem Schneefall zwischen Pfunds und Nauders gesperrt wird.